# منتخب اليابان لكرة القدم الأمريكية
منتخب اليابان الوطني لكرة القدم الأمريكية (باليابانية: アメリカンフットボール日本代表) هو ممثل اليابان الرسمي في المنافسات الدولية في كرة القدم الأمريكية . تأسس في 1984.